# روزها: سرگذشت
روزها کتابی چهارجلدی از محمّدعلی اسلامی ندوشن است که در آن نویسنده به شرح زندگی خود تا ۵۳سالگی می‌پردازد.